# 二屋站
二屋站（日语：／ Futatsuya eki */?）是位於石川縣加賀市森町，北陸鐵道連絡線（加南線）的鐵路車站（廢站）。

## 概要
車站實際上是位於森地區的外圍，距離二屋地區約400米。森地區內曾經有一座森區站，該站位於此站靠近宇和野站一方，該站在戰時中暫停營業，後來沒有重開。

## 歷史
- 1927年（昭和2年）1月1日：溫泉電軌車站啟用[1]。
- 1943年（昭和18年）10月13日：在合併後成為北陸鐵道連絡線的車站。
- 1962年（昭和37年）11月23日：連絡線宇和野站至粟津溫泉站之間廢除，此站也被廢除[1]。

## 車站構造
此站是無人車站，設有1面1線的單式月台。

## 現狀
車站遺址變為空地。

## 相鄰車站
北陸鐵道
連絡線
宇和野－二屋－勅使

## 注腳
1. 1 2 3  今尾惠介《日本鐵道旅行地圖帳》6號 北信越（新潮社、2008年）p.27

## 相關項目
- 日本鐵路車站列表 Fu